# Czas na prawdę
Czas na prawdę – pierwszy album solowy polskiego rapera i producenta muzycznego Jędkera Realisty. Wydawnictwo ukazało się 14 maja 2007 roku nakładem wytwórni muzycznej Prosto. Album poprzedził wydany 30 kwietnia 2007 roku singel pt. „Rewers”. Do piosenki został zrealizowany także teledysk. Drugi obraz promujący wydawnictwo powstał do utworu „Wielkie miasto”. Gościnnie na płycie wystąpili Brad Strut, HiJack, Kaczy, Popek, Bron, Dzidu, Rybson, Felipe, Rytmus oraz członkowie WWO. Nagrania zostały wyprodukowane przez samego Jędkera, duet L.A.B.Z. (Jędker i Wolffshantze), a także Wicha, Marco, Ph7, Spooksa, O.S.T.R.-a, Wigora i Baksa. 
Płyta dotarła do 28. miejsca zestawienia OLiS.

## Lista utworów
Opracowano na podstawie materiału źródłowego.
Album
1. „Ziemia” (prod.: L.A.B.Z.) – 00:52
2. „Drogi PL” (prod.: DJ Wich) – 03:25
3. „Terroryzm” (prod.: L.A.B.Z.) – 02:59
4. „Rewers” (prod.: Baks) – 03:31
5. „O.S.T.R. skit” (prod.: L.A.B.Z.) – 00:14
6. „Standard” (prod.: O.S.T.R.) – 03:08
7. „Wielkie miasto” (gościnnie: Brad Strut, HiJack, Kaczy, Popek, prod.: L.A.B.Z.) – 03:56
8. „Film brudny skit” (prod.: L.A.B.Z.) – 01:04
9. „Nie ma co...” (prod.: L.A.B.Z.) – 01:28
10. „Zdrowie” (prod.: L.A.B.Z.) – 0147
11. „Nie masz o tym pojęcia” (prod.: L.A.B.Z.) – 01:52
12. „Nie do przyjęcia” (gościnnie: Bron, Dzidu, Rybson, prod.: L.A.B.Z.) – 02:29
13. „Jalwix skit” (prod.: L.A.B.Z.) – 00:21
14. „Piramida potrzeb” (gościnnie: Felipe, prod.: Wigor) – 02:23
15. „H2O” (prod.: L.A.B.Z.) – 00:44
16. „Legal skit” (prod.: L.A.B.Z.) – 00:41
17. „Nielegalni” (gościnnie: Popek, Spooks, prod.: Jędker) – 03:48
18. „Serfer” (prod.: Jędker) – 02:22
19. „Bank skit” (prod.: L.A.B.Z.) – 00:16
20. „2xProfit” (prod.: L.A.B.Z.) – 02:53
21. „Na co czekasz” (gościnnie: Spooks, Popek, prod.: Spooks) – 01:33
22. „Spokój” (prod.: Jędker) – 02:01
23. „Doceniaj wolność” (gościnnie: Rytmus, Vladimir, prod.: Marco) – 03:36
24. „Polityk skit” (prod.: L.A.B.Z.) – 00:58
25. „Sprawa trochę niejasna” (gościnnie: WWO, prod.: Ph7) – 02:31
26. „Dzięki” (prod.: Jędker) – 09:18

Singel
| Rewers |
| --- |
| 1. „Rewers” 2. „Na co czekasz” (gościnnie: Spooks, Popek) 3. „Rewers” (Instrumental) 4. „Rewers” (Acapella) 5. „Rewers” (Videoclip) |